# Lista de termos de terra medieval
O sistema feudal, em que a terra era possuída por um monarca, que, em troca de homenagem e serviço militar, concedia o seu uso e governação a um tenente-em-chefe, que por sua vez, podia conceder a utilização da mesma de sub-arrendatários, em troca de serviços adicionais, Isso deu origem a vários termos, particular a Grã-Bretanha, para as subdivisões de terras que não estão mais em uso amplo.
Estes termos de terra medieval incluem os seguintes:
- Burgage, um terreno alugado de um lorde ou um rei
- Hida: originalmente se referia à exploração da terra que sustentava uma família no período medieval.